# Sebastian Gertz
Sebastian Ramon Philipp Gertz (* im 20. Jahrhundert) ist ein britischer Historiker der antiken Philosophie.
Sebastian Gertz war als Assistant Editor bei dem Ancient Commentators on Aristotle Project am King’s College London tätig. 2010 wurde er am Gonville and Caius College, Cambridge, mit einer Dissertation über die antiken Kommentare zu Platons Phaidon zum Ph.D. promoviert. Danach war er Supernumerary Teaching Fellow in Philosophie am St John’s College, Oxford. Inzwischen ist er als freier Wissenschaftler tätig.
Gertz arbeitet im Wesentlichen zum antiken und spätantiken Neuplatonismus.

## Schriften (Auswahl)
- Plotinus, Gnosticism, and Christianity. In: Lloyd Gerson, James Wilberding (Hrsg.), The New Cambridge Companion to Plotinus. Cambridge University Press, Cambridge 2022, S. 41–64.
- Plotinus Ennead II 9. Against the Gnostics. Translation, with an Introduction, and Commentary (The Enneads of Plotinus with Philosophical Commentaries. Edited by John M. Dillon und Andrew Smith). Parmenides Publishing 2017.
- mit John M. Dillon und Donald Russell: Aeneas of Gaza: Theophrastus with Zacharias of Mytilene: Ammonius. Bloomsbury, 2012.
- Death and Immortality in Late Neoplatonism. Studies on the Ancient Commentaries on Plato’s Phaedo (= Ancient mediterranean and medieval texts and contexts. Studies in Platonism, Neoplatonism, and the Platonic tradition. Band 12). Brill, Leiden, Boston 2011 (Dissertation).